# ニューロコンピュータ
ニューロコンピュータとは、脳を構成する神経細胞が神経回線網を張り巡らせることで情報処理を司るという動作を基本原理とするコンピュータである。非ノイマン型方式。
ニューラルネットワーク制御（知的制御の1つ、システムの入出力信号をもとにしてニューラルネットによって非線形な入出力関係を再現し、それを制御対象とする制御手法）を基礎理論とする。
第五世代コンピュータに続く、第六世代コンピュータとされる場合がある。

## 歴史
2021年12月3日に発表された脳オルガノイドを培養したDishBrainがコンピュータゲームのPONGをプレイする研究に基づき。バルセロナで開催されていたMobile World Congress（MWC）で、2025年3月2日にオーストラリアメルボルンのベンチャー企業であるCortical Labsが、世界初の商業化されたBiological ComputerであるCL1を発表し、バルセロナ大学のes:Sandra Acosta（wikidata:Q61080757）に電気生理学研究における長期研究の門戸を開いた事とその安定性を評価された。2025年6月までに1ユニット当たり35,000ドル(約5,200,000円)から販売、リモートでアクセス可能なWaaS（Wetware-as-a-Service）サービス等が展開される予定。